# Särkimo
Särkimo med Bjonholmen, Vilkmo och Rågholmen är en ö och by i Vörå i Finland. Den ligger i Norra kvarken och i kommunen Vörå i den ekonomiska regionen  Vasa i landskapet Österbotten, i den västra delen av landet. Ön ligger omkring 26 kilometer nordöst om Vasa och omkring 380 kilometer norr om Helsingfors. Ön är belägen nordväst om ön Kvimo med vilken broförbindelse finns.
Öns area är 13,7 kvadratkilometer och dess största längd är 6,3 kilometer i nord-sydlig riktning. Ön höjer sig omkring 20 meter över havsytan. I omgivningarna runt Särkimo växer i huvudsak blandskog.

## Sammansmälta delöar
- Särkimo 63°18′16″N 22°02′11″Ö / 63.30431°N 22.03627°Ö
- Bjonholmen 63°19′38″N 22°00′35″Ö / 63.32719°N 22.00964°Ö
- Vilkmo 63°18′47″N 21°59′14″Ö / 63.31306°N 21.98712°Ö
- Rågholmen 63°19′49″N 21°59′48″Ö / 63.33028°N 21.99678°Ö